# He Is My Master
He Is My Master (これが私の御主人様 Kore ga Watashi no Goshujin-sama) er en mangaserie skrevet af Mattsu og tegnet af Asu Tsubaki. Den blev offentliggjort første gang i magasinet Monthly Shonen Gangan 8. februar 2002 og er efterfølgende blevet samlet i 5 bind frem til 2007. Herefter ophørte serien, idet skaberparret blev skilt i 2008 og Asu Tsubaki og ønskede at fortsætte med at tegne den. Der blev dog åbnet op for, at anden tegner kunne tage over, men det er ikke sket i praksis. Til gengæld nåede Mattsu og Asu Tsubaki at udsende et bind af spin-off-serien Maid wo Nerae! i 2007, der dog ligesom hovedserien blev efterladt uden egentlig afslutning.
De tre første bind af He Is My Master dannede grundlag for en animeserie i 12 afsnit, der udsendtes i japansk tv 7. april 2005 – 30. juni 2005.
Ingen af delene er udsendt på dansk, men de fem bind af He Is My Master er udsendt på engelsk af Seven Seas Entertainment. Animeserien er udgivet på dvd i Nordamerika af Sentai Filmworks i et samlet sæt og i Europa med bl.a.a. tyske og svenske undertekster af Kaze Manga fordelt på både fire dvd'er og i et samlet sæt. Både mangaen og de europæiske dvd'er er forsynet med en aldersgrænse på 16 år.

## Plot
Den 14-årige dreng Yoshitaka har arvet en millionformue efter hans forældres død i en ulykke. Men han er ene i sin kæmpe ejendom og vil derfor hyre tjenestefolk. Men hvor han regner med, at det bliver en ældre kvinde, bliver det i stedet søstrene Izumi og Mitsuki, der er løbet hjemmefra, der ender med at få jobbet. Det er dog ikke med Izumis gode vilje, for Yoshitaka er pervers og elsker at putte pigerne i minimale tjenestepigekjoler og andre sexede kostumer. Men da Izumi skylder Yoshitaka stadigt større millionbeløb i yen, og det i øvrigt ikke er lige til at få tag over hovedet med en krokodille i bagagen, har hun reelt intet valg.

## Figurer

### Hovedfigurer
- Yoshitaka Nakabayashi (中林義貴, Nakabayashi Yoshitaka) er den 14-årige dreng og titelpersonen, der arvede sine forældres formue efter en ulykke og nu bor i et rigt møbleret større palæ med tilhørende omfattende park. Han gør sig mest bemærket ved sin perverse adfærd og forkærlighed og naturtalent for at lave minimale tjenestepigedragter og andre sexede kostumer til pigerne. Tøjet dækker bevidst kun det nødvendigste, og hvad der trods det alligevel bliver afsløret, kan Yoshitaka nemt få at se, i det han har installeret skjulte videokameraer overalt i huset.
I modsætning til hvad man ellers ser en del i japanske serier, tiltales han ikke ved efternavn undtagen af nogle af sine klassekammerater. I stedet tiltales han Yoshitaka (med eller uden suffiks) eller "Goshujin-sama" (japansk for "herre"), i det Izumi dog ofte omtaler han som en "barbarisk pervers med en loliconfetish".

- Izumi Sawatari (沢渡いずみ, Sawatari Izumi), der er seriens egentlige omdrejningspunkt, er en 14-årig pige og storesøster til Mitsuki, som hun løb hjemmefra med for at ende med at blive Yoshitakas tjenestepige. Ikke af lyst men fordi hun efter smadring af en vase og løbende flere andre ting oparbejder en stadig større gæld til Yoshitaka, som hun må arbejde af. Hun er ofte voldelig og respektløs overfor Yoshitaka, der svarer igen med at pålægge hende hårde og ofte meningsløse opgaver. Hun er begæret ikke blot af Yoshitaka men også af krokodillen Pochi, klassekammeraten Anna og af Izumis og Mitsukis far, som hun søger at undslippe med større eller mindre held. Izumi får dog også mere regulære fans, i det Misuki uden hendes og Yoshitakas viden lægger Yoshitakas hemmelige tagede billeder ud på Internettet og derved gør Izumi til et "Net Idol".

- Mitsuki Sawatari (沢渡みつき, Sawatari Mitsuki) er Izumis 13-årige lillesøster og ligeledes tjenestepige for Yoshitaka, som hun i modsætning til sin storesøster er glad for at være hos. Ved første øjekast virker hun som en sød og naiv pige, men i virkeligheden er hun udspekuleret og beregnende og udnytter gladeligt den klub af skolekammerater, der trofast følger hende. Til gengæld har hendes standardmåde at løse konflikter på – skøre konkurrencer – det med at gå de ofte som deltagere eller dommere tvangsindlagte Izumi og Yoshitaka på nerverne.

- Anna Kurauchi (倉内安奈, Kurauchi Anna) bliver Yoshitakas tredje tjenestepige, da hun efter nogle fejltagelser forelsker sig i Izumi og ønsker at være at hende så nær som muligt. Også hun virker ved første øjekast som en sød og naiv pige men viser sig efterhånden at være mindst lige så pervers som Yoshitaka. I modsætning til denne nøjes hun dog ikke med at kigge men kaster sig gentagne gange ud i omfavnelser af Izumi, uanset hvor pinlig situationen i øvrigt måtte være.

- Pochi (ポチ, Pochi) er Mitsukis krokodille med en halvvejs menneskelig adfærd. Hans forældre måtte aflives, da de havde angrebet Mitsuki, men hun opdagede, at de blot beskyttede det æg, som Pochi senere kom ud af. Hun opfostrede hemmeligt Pochi, men da han blev afsløret, stak hun og Izumi af med ham. Han elsker flotte piger og jagter gentagne gange Izumi for at at rive hendes tøj af. Derimod hader han mænd, og Yoshitakas forhold til ham er da også trods visse interessefællesskaber temmelig anstrengt.

### Bifigurer
- Sawatari, Far (沢渡父, Sawatari Chichi) er Izumis, Mitsukis, and Karins far. Han fornavn er ukendt. Han søger gentagne gange i ophidset tilstand at hente sine piger hjem, men det mislykkes hver gang, som oftest fordi hans kone brat stopper ham. Izumi har dog absolut heller ingen intentioner om at vende tilbage til sin åbenlys perverse far.

- Mizuho Sawatari (沢渡瑞穂, Sawatari Mizuho) er Izumis, Mitsukis, and Karins mor. I modsætning til sin mand ser hun ingen problemer i, at døtrene arbejdes for en pervers teenager og ser gerne Izumi i et forhold med enten Yoshitaka eller Anna.

- Karin Sawatari (沢渡かりん, Sawatari Karin) er Izumis og Mitsukis lillesøster, der blev hjemme, da de stak af. Hun kommer af og til på besøg til Izumis glæde og sorg. For på den ene side vil hun helst holde Karin så langt væk som muligt fra Yoshitakas greb, men på den anden side kan hun umuligt afvise sin elskelige lillesøster.

- Shinji Kume (久米伸治, Kume Shinji), af vennerne kaldet Kume Shin, er leder af den ham dannede skolefanklub for Mitsuki. Han følger hende blindt, og han og fanklubben hjælper hende flere gange med hendes konkurrencer og planer.

- Alicia (アリシア, Alicia) er en fransk blondine, som Yoshitaka brænder varm på, mens Pochi falder for hendes kælekrokodille Ellen (エレン). Først for sent opdager de, at hun er en sadistisk kvinde, der hjælper Izumi til at få hjælp for sine fustrationer ved at piske Yoshitaka.

- Seiichirou Nakabayashi (中林誠一郎, Nakabayashi Seiichirou) er Yoshitakas fætter. Ligesom denne er han rig og forældreløs men misunder denne for hans flotte tjenestepiger. Ved at gøre Izumi til en idol søger han imidlertid at vinde pigerne for sig. Men selvom han tilsyneladende er venlig og fredelig, afslører han sig dog som lige så pervers som sin fætter dog med det ekstra tvist, at han også er transvestit.

- Takami Sugita (杉田多可美, Sugita Takami) er eneste datter i Sugita-familien, der har været rivaler med Nakabayashi-familien i generationer. Hun er en arrogant kvinde, der gerne vil have fingre i både Yoshitakas ejendom og Mitsuki, hvis produktionstalent hun ser og som tillige har "hugget" hendes fanklub.

- Mattsu (まっつー, Mattsuu) og Asu Tsubaki (椿あす, Tsubaki Asu) er seriens forfatter hhv. tegner. I serien reprænseteres de af hhv. en krokodille og en hamster siddende på en sky i himmelen. De ses hver gang, Izumi nævner kami-sama (神様) eller Gud.

## Mangaserien
| Bind | Udgivet           | Japansk ISBN-nr.       |
| --- | ----------------- | ---------------------- |
| 1 | 21. juni 2003     | ISBN 4-7575-0971-5     |
| 1. Yoshitaka søger tjenestepiger og får mere, end han regner med, da Izumi og Mitsuki dukker op. 2. Izumis og Mitsukis forældre dukker op for at få deres piger tilbage. 3. Izumi og Mitsuki starter på Yoshitakas skole og støder på både fanklub og Anna. 4. Mitsukis fanklub kidnapper hende og overtager huset. De andre må enes for at tage kampen op. |                   |                        |
| 2 | 21. februar 2004  | ISBN 4-7575-1144-2     |
| 5. På en strandferie falder Yoshitaka og Pochi for Alicia og hendes kælekrokodille Ellen. 6. Et besøg ved Yoshitakas forældres grav udvikler sig, da faderen genopstår fra de døde. 7. Pochi skal på slankekur, og alle midler tages i brug. 8. Elsker Anna virkelig Yoshitaka, eller har hun en bagtanke? |                   |                        |
| 3 | 22. februar 2005  | ISBN 4-7575-1365-8     |
| 9. Yoshitakas fætter Seiichirou vil have fingre i pigerne. En konkurrence skal afgøre sagen. 10. Izumis og Mitsukis lillesøster Karin kommer på besøg til Yoshitakas fornøjelse. 11. Izumis og Mitsukis far kidnapper dem til Jyukai-skoven. Men hvordan kommer de ud igen? 12. Takami Sugitas fanklub har forladt hende til fordel for Mitsuki, men det vil hun ikke finde sig i. |                   |                        |
| 4 | 22. december 2005 | ISBN 4-7575-1587-1     |
| 13. Izumi forlanger ny uniform, men for at det må hun først besejre Yoshitaka i tennis, Anna i svøming og Mitsuki i sten-saks-papir. Sidehistorie: Yoshitaka prænsenterer sine tjenestepiger. Sidehistorie: Yoshitaka, pigerne og Pochi besøger den lokale boghandel. Sidehistorie: Yoshitaka opfører sig sært og synes på dødens rand. 14. Izumi har brug for en ny badedragt, men til hendes fortvivlelse er Yoshitakas svar på det en hudfarvet en af slagsen. 15. Takami er ruineret og søger job som tjenestepige hos Yoshitaka. Men hun har ikke rigtig forstået, hvad det kræver. |                   |                        |
| 5 | 22. februar 2007  | ISBN 978-4-7575-1943-5 |
| |                   |                        |

## Animeserien

### Stemmer
- Junko Minagawa – Yoshitaka Nakabayashi
- Masumi Asano – Izumi Sawatari
- Ai Shimizu – Mitsuki Sawatari
- Kana Ueda – Anna Kurauchi
- Kyousei Tsukui – Pochi
- Yousuke Akimoto – Sawatari, Far
- Sayaka Ohara – Mizuho Sawatari
- Rumi Shishido – Karin Sawatari
- Natsuko Kuwatani – Alicia
- Shizuka Arai – Ellen
- Romi Paku – Seiichirou Nakabayashi
- Ayako Kawasumi – Takami Sugita

### Afsnit
| # | Titel | Sendt første gang |
| --- | --- | ----------------- |
| | |                   |
| 01 | "He Is My Master!?" "kore ga watashi no go shujin sama!?" (これが私のご主人様!?) | 7. april 2005     |
| Izumi og Mitsuki er løbet hjemmefra men har brug for tag over hovedet. Yoshitaka har brug for tjenestefolk, men Izumi vil ikke blive hos den rige men perverse dreng. | |                   |
| 02 | "That Vase, it's 5,000,000..." "ano tsubo, 500 man. . ." (あの壷、５００万。。。) | 14. april 2005    |
| Yoshitaka overbeviser pigerne om at komme tilbage. Izumi bryder sig ikke om situationen men kommer til at smadre en dyr vase og bringer derved sig selv i dyb gæld.   | |                   |
| 03 | "The Lolicon Uniform Fetishist Who Love's Peeping Pictures and Plays Girl Simulation Games" "rorikon de seifuku mania de kakushi tori mania no gyaru ge mania" (ロリコンで制服マニアで隠し撮りマニアのギャルげーマニア) | 21. april 2005    |
| Izumi og Mitsuki starter i Yoshitakas skole. Her får Mitsuki hurtigt en fanklub, mens Izumi bliver det nye mål for kammeraten Annas kærlighed.                        | |                   |
| 04 | "Couples Formed Under Extraordinary Circumstances Don't Last Long, You Know" "ijou na joukyou ka de musuba re ta danjo ha naga rou zoku kisen ja" (異常な状況下で結ばれた男女は長ろう続きせんじゃ) | 28. april 2005    |
| Mitsukis fanklub kidnapper hende og overtager Yoshitakas palæ. Izumi, Yoshitaka, Anna og Pochi må samarbejde for at befri hende.                                      | |                   |
| 05 | "There's a rumor that this boy in the midst of puberty who inherited his parents' fortune and is living all by himself with no supervision has surrounded himself with tender young girls in a huge mansion, thus living out his fantasies and creating his own world of desire as he makes them serve him" "oya no isan o uketsui de hitorigurashi o shi te iru shishun ki mattada chuu no shounen ga sekai no me ga todoka nai no o ii koto ni koudai na yashiki ni itaike na shoujo o kakotte yokubou no omomuku mama ni jibun no shumi no sekai o tsukutte houshi sa se te iru toiu uwasa" (親の遺産を受け継いで一人暮らしをしている思春期真っ只中の少年が世界の目が届かないのをいいことに広大な屋敷にいたいけな少女を囲って欲望の赴くままに自分の趣味の世界を作って奉仕させているという噂) | 12. maj 2005      |
| Izumis og Mitsukis forældre kommer på besøg for at få deres døtre tilbage. Traditionen tro skal en konkurrence afgøre sagen.                                          | |                   |
| 06 | "The Sawatari Izumi Contest Series!! A Daring Test of Courage!! An Express Train to a Secret Hotsprings in the Northeast, a Mother-in-law Murdered in the Mist, a Madonna Teacher from an Elite Family Burning with Desire as They Watch a Housewife Battle For Control of Her Troubled Mansion!!" "sawawatari izumi soudatsu sen shiriizu!! zekkyou kimo da meshi!! hi yu tokkyuu touhoku yukemuri shuuto satsujin yokubou ni moeru eriito katei madonna kyoushi no midare ta manshon keiei no atome arasoi kasei fu ha mi ta!!" (沢渡いずみ争奪戦シリーズ!! 絶叫肝だめし!! 秘湯特急東北湯煙姑殺人欲望に燃えるエリート家庭マドンナ教師の乱れたマンション経営の跡目争い家政婦は見た!!) | 20. maj 2005      |
| Yoshitaka og pigerne tager til sommerfest. Men Mitsuki forsvinder efter en sangoptræden, og det ser ud til, at Yoshitakas fars genfærd er involveret.                 | |                   |
| 07 | "He Is Izumi's" "!? kore ga izumi no !?" (♡?♡!? これがいずみの♡♡♡!?) | 26. maj 2005      |
| Izumi får sit livs chance for at blive idol og komme af med gælden, men vil hun tage imod tilbuddet?                                                                  | |                   |
| 08 | "An Unbelievably Short Strike Zone" "hateshinaku hikui sutoraiku zoon" (果てしなく低いストライクゾーン) | 3. juni 2005      |
| Izumi får besøg af Karin, men den elskelige lillesøster er ikke til at styre på en helt tønde land endsige i et palæ.                                                 | |                   |
| 09 | "Although Izumi is Izumi, Izumi Won't Yield to Anyone" "izumi ha izumi de mo mou nanimono ni mo kusshi nai izumi" (いずみはいずみでももう何者にも屈しないいずみ) | 9. juni 2005      |
| Hele gruppen er til Izumis photoshoot på stranden. Her falder Yoshitaka og Pochi for Alicia og hendes kælekrokodille Ellen.                                           | |                   |
| 10 | "He is My Prince!?" "kore ga watashi no ouji sama!?" (これが私の王子様!?) | 16. juni 2005     |
| Yoshitakas fætter Seichirou vil have fat i Izumi og Mitsuki. En konkurrence skal afgøre sagen, men Seichirou klarer sig påfaldende godt.                              | |                   |
| 11 | "The Far-Away Boy Yoshitaka" "haruka naru kare no yoshitaka" (遥かなる彼の義貴) | 23. juni 2005     |
| Efter pigerne er væk, er Yoshitaka nede i kulkælderen, og også pigerne og Pochi har det svært med den nye situation.                                                  | |                   |
| 12 | "He is My Master!!" "kore ga watashi no go shujin sama!!" (これが私の御主人様！！) | 30. juni 2005     |
| Yoshitakas palæ og Mitsuki er på spil i den afgørende dyst mellem Izumi og Takami, der til Yoshitakas fortrydelse skal forsøge at finde hans største skat.            | |                   |

### Løbende vittigheder
Med et par undtagelser ender hvert afsnit med variationer over fire løbende vittigheder. Den første viser en udmattet Izumi i enten sengen eller badet. Den anden viser Mitsuki, der gennemser billeder af Izumi taget af de hemmelige kameraer tidligere på dagen, og som hun lægger ud på Internettet. Den tredje viser en fustreret Yoshitaka, der designer nye dragter til sine tjenestepiger i et lille arbejdsrum. Den fjerde viser en luftbillede af palæet og parken med Yoshitaka råbende op eller leeende manisk og to tal dukkende op på skærmen. Den første tal viser, hvad Izumi skylder for denne dags ødelæggelser, og det andet hvor meget hun mangler at betale i alt, begge dele i yen.

### Sange
- Introsang: Masami Okui – TRUST
- Slutsang: Izumi, Mitsuki, and Anna – 愛情のカタマリ (Aijou no Katamari)

## Anmeldelser
Den komplette dvd-udgivelse af animeserien i Nordamerika i 2009 blev anmeldt af hjemmesiden Anime News Network, der gav den en forsigtig positiv bedømmelse med ordene: "Det er ikke noget mesterværk, men det er klart bedre, end det kunne have været." Blandt seriens højdepunkter nævnes Yoshitakas meget onde personlighed, der er forfriskende at se efter hundredvis af ubeslutsomme og svage mandlige hovedpersoner i harem-fanservice-serier som denne. Andre gode punkter er humoren og den rigelige fanservice. En af de største negative punkter er de stereotype elementer, der flyder frit rundt i serien. Der er klicheer til højre og venstre, og nogle af dem tager noget af det sjove. Den gennemsnitlige karakter for serien landede på B-.

## Maid wo Nerae!
I 2006-2007 lavede Mattsu og Asu Tsubaki som et spin-off serien Maid wo Nerae med det fulde navn Maid wo Nerae! - Nakabayashi Kouchou no Yabou (メイドをねらえ! ~ 中林校長の野望). Der nåede at udkomme et enkelt bind af serien før skaberparrets skilsmisse i 2008.
Hovedpersonen i Maid wo Nerae er den perverse men uheldige pige Mochida Natsumi, der starter på en tjenestepigeskole i håb om at skabe sig et harem af lillesøstre, men som hurtigt må indse, at hendes værelsekammerat Kitamura Kirikos søde ydre dækker over en dæmonisk personlighed.
| Bind | Udgivet     | Japansk ISBN-nr.       |
| ---- | ----------- | ---------------------- |
| 1    | 9. maj 2007 | ISBN 978-4-04-712494-3 |
|      |             |                        |